# Phil Jones
Philip Anthony Jones (Preston, 1992. február 21. –) angol labdarúgó, 2011 és 2023 között a Manchester United védője.
2023 májusában a United bejelentette, hogy a játékos 12 év után elhagyja a klubot.

## Pályafutása játékosként

### Klubcsapatokban

#### Blackburn Rovers
Jones 2002-ben került be a Blackburn Rovers ifiakadémiájára. 2009-ben két évre szóló szerződést kapott a felnőtt csapatnál, és megkapta a 28-as számú mezt. 2009. szeptember 22-én, egy Nottingham Forest elleni Ligakupa-meccsen debütált. Kezdőként lépett pályára a találkozón, melyet csapata 1–0-ra megnyert. A bajnokságban a Chelsea ellen debütált, 2010. március 21-én. A mérkőzés 1–1-es döntetlennel ért véget. 2010. május 4-én Jones ötéves szerződést írt alá a Roversszel. A 2010–11-es szezont középpályásként kezdte meg csapatával, és egyre fontosabb tagja lett a kezdő tizenegynek, mielőtt 2010 decemberében megsérült volna. 2011. február 15-én újabb egy évvel hosszabbította meg szerződését a Blackburnnel.

#### Manchester United
A Manchester United a 2010–11-es idény után jelezte, hogy érdeklődik Jones iránt. Bár eredetileg Sir Alex Ferguson csak a 2011–12-es idényre szerette volna igazolni ám a rivális Liverpool érdeklődése miatt hamarabb cselekedett. A csapat 2011. június 13-án jelentette be, hogy leigazolta a játékost. Bár a vételárat nem hozták nyilvánosságra, egyes hírek szerint a Manchester United 17 millió fontot fizetett a Roversnek.

### A válogatottban
Jones négy alkalommal szerepelt az angol U19-es válogatottban. 2009. november 17-én, egy Törökország ellen 3–1-re megnyert meccsen mutatkozott be a csapatban.
2010. augusztus 4-én hívták be először az U21-es válogatottba, augusztus 10-én, Üzbegisztán ellen debütált. Ő is bekerült abba a csapatba, amely részt vesz a 2011-es U21-es Eb-n. 2011. június 12-én kezdőként lépett pályára Spanyolország ellen.

## Pályafutása edzőként
A 2023–2024-es szezon elején Jones edzői szerepkörben kezdett dolgozni a Manchester United akadémiáján, az U14-es és az U18-as csapatokkal foglalkozik.

## Statisztika

### Klubcsapatokban
2024. december 4-i állapot szerint.
| Klub              | Szezon           | Bajnokság        | Bajnokság | Bajnokság | Kupa  | Kupa  | Ligakupa | Ligakupa | Nemzetközi | Nemzetközi | Egyéb | Egyéb | Összes | Összes |
| Klub              | Szezon           | Liga             | Mérk.     | Gólok     | Mérk. | Gólok | Mérk.    | Gólok    | Mérk.      | Gólok      | Mérk. | Gólok | Mérk.  | Gólok  |
| ----------------- | ---------------- | ---------------- | --------- | --------- | ----- | ----- | -------- | -------- | ---------- | ---------- | ----- | ----- | ------ | ------ |
| Blackburn Rovers  | 2009–10          | Premier League   | 9         | 0         | 1     | 0     | 2        | 0        | —          | —          | —     | —     | 12     | 0      |
| Blackburn Rovers  | 2010–11          | Premier League   | 26        | 0         | 0     | 0     | 2        | 0        | —          | —          | —     | —     | 28     | 0      |
| Blackburn Rovers  | Összesen         | Összesen         | 35        | 0         | 1     | 0     | 4        | 0        | —          | —          | —     | —     | 40     | 0      |
| Manchester United | 2011–12          | Premier League   | 29        | 1         | 1     | 0     | 1        | 0        | 9          | 1          | 1     | 0     | 41     | 2      |
| Manchester United | 2012–13          | Premier League   | 17        | 0         | 4     | 0     | 0        | 0        | 3          | 0          | —     | —     | 24     | 0      |
| Manchester United | 2013–14          | Premier League   | 26        | 1         | 0     | 0     | 4        | 1        | 8          | 1          | 1     | 0     | 39     | 3      |
| Manchester United | 2014–15          | Premier League   | 22        | 0         | 2     | 0     | 0        | 0        | —          | —          | —     | —     | 24     | 0      |
| Manchester United | 2015–16          | Premier League   | 10        | 0         | 0     | 0     | 1        | 0        | 2          | 0          | —     | —     | 13     | 0      |
| Manchester United | 2016–17          | Premier League   | 18        | 0         | 2     | 0     | 3        | 0        | 3          | 0          | 0     | 0     | 26     | 0      |
| Manchester United | 2017–18          | Premier League   | 23        | 0         | 2     | 0     | 0        | 0        | 0          | 0          | 0     | 0     | 25     | 0      |
| Manchester United | 2018–19          | Premier League   | 18        | 0         | 2     | 0     | 1        | 0        | 3          | 0          | —     | —     | 24     | 0      |
| Manchester United | 2019–20          | Premier League   | 2         | 0         | 1     | 1     | 2        | 0        | 3          | 0          | —     | —     | 8      | 1      |
| Manchester United | 2020–21          | Premier League   | 0         | 0         | 0     | 0     | 0        | 0        | 0          | 0          | —     | —     | 0      | 0      |
| Manchester United | 2021–22          | Premier League   | 4         | 0         | 1     | 0     | 0        | 0        | 0          | 0          | —     | —     | 5      | 0      |
| Manchester United | 2022–23          | Premier League   | 0         | 0         | 0     | 0     | 0        | 0        | 0          | 0          | —     | —     | 0      | 0      |
| Manchester United | Összesen         | Összesen         | 169       | 2         | 15    | 1     | 12       | 1        | 31         | 2          | 2     | 0     | 229    | 6      |
| Karrier összesen  | Karrier összesen | Karrier összesen | 204       | 2         | 16    | 1     | 16       | 1        | 31         | 2          | 2     | 0     | 269    | 6      |

Jegyzetek
1. ↑  Mérkőzése(i) a Bajnokok Ligájában: (hat mérkőzés; egy gól) és az Európa Ligában (három mérkőzés)
2. 1 2  Mérkőzése(i) a Community Shieldben
3. 1 2 3 4  Mérkőzése(i) a Bajnokok Ligájában
4. 1 2  Mérkőzése(i) az Európa Ligában

### A válogatottban
2024. december 4-i állapot szerint.
| Anglia   | Anglia | Anglia |
| Év       | Mérk.  | Gólok  |
| -------- | ------ | ------ |
| 2011     | 3      | 0      |
| 2012     | 2      | 0      |
| 2013     | 4      | 0      |
| 2014     | 4      | 0      |
| 2015     | 7      | 0      |
| 2017     | 4      | 0      |
| 2018     | 3      | 0      |
| Összesen | 27     | 0      |

## Sikerei, díjai
Manchester United
- Angol bajnok: 2012–2013
- Community Shield-győztes: 2011, 2013[6]
- FA-kupa-győztes: 2016[7]
- Ligakupa-győztes: 2016–2017
- Európa-liga-győztes: 2016–2017[8]

## Fordítás
- Ez a szócikk részben vagy egészben  a   Phil Jones (footballer) című angol Wikipédia-szócikk fordításán alapul.  Az eredeti cikk szerkesztőit annak laptörténete sorolja fel. Ez a jelzés csupán a megfogalmazás eredetét és a szerzői jogokat jelzi, nem szolgál a cikkben szereplő információk forrásmegjelöléseként.

#### Közösségi platformok
- Phil Jones a Facebookon
- Phil Jones az Instagramon

#### Egyéb weboldalak
- Phil Jones pályafutásának statisztikái a Soccerbase oldalon (angolul)

- Phil Jones adatlapja a Transfermarkt oldalán (angolul)
- Phil Jones adatlapja a Soccerway oldalon (angolul)
- Phil Jones adatlapja a National Football Teams oldalán (angolul)
- Phil Jones adatlapja a Premier League oldalán (angolul)
- Phil Jones – a FIFA adatbázisában (angolul)
- Phil Jones az UEFA adatbázisában (angolul)